# Parangitia diaperas
Parangitia diaperas är en fjärilsart som beskrevs av Paul Dognin 1914. Parangitia diaperas ingår i släktet Parangitia och familjen nattflyn. Inga underarter finns listade i Catalogue of Life.